# Loys Bourgeois

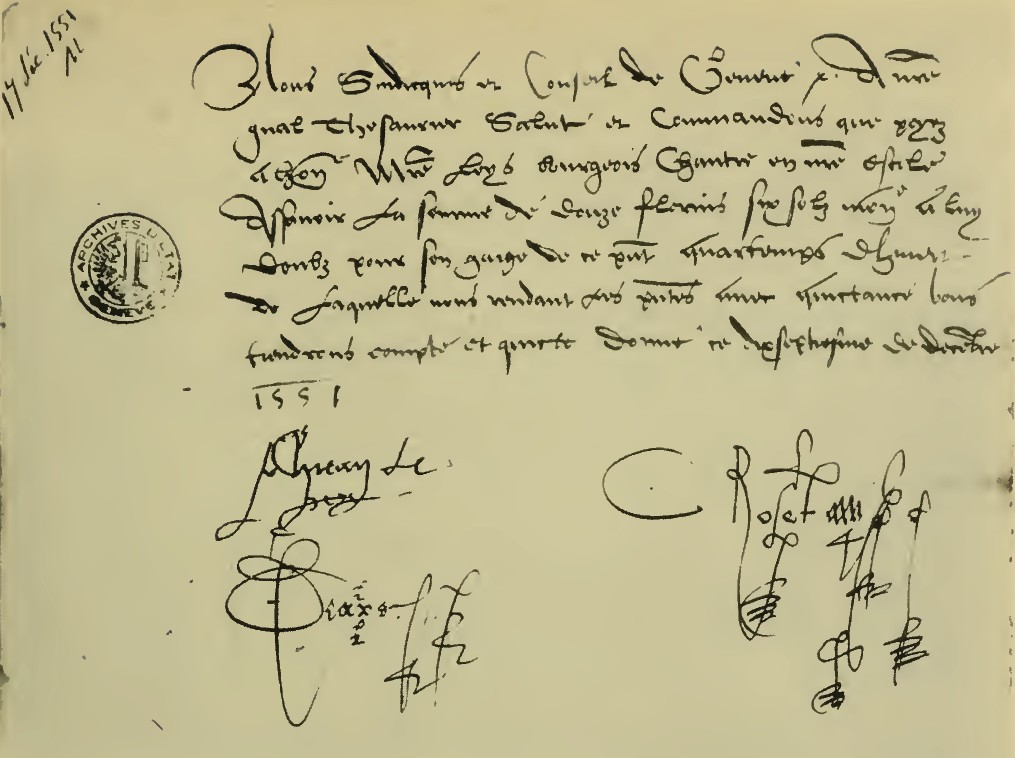
Handschrift und Unterschrift von Loys Bourgeois (Genf, 1551).

Loys Bourgeois (* um 1510 in Paris; † nach 1561 ebenda) war ein französischer Komponist und Mitarbeiter am Genfer Psalter.

## Leben
Spätestens ab 1545 war er Kantor und Lehrer an der Kathedrale Saint-Pierre in Genf und in der städtischen Pfarrei Saint-Gervais. Am 3. Dezember 1551 musste er für einen Tag ins Gefängnis, weil er ohne Erlaubnis die Melodien gedruckter Psalmen geändert hatte. Von einem dreimonatigen Urlaub zur Drucklegung von Psalm-Sätzen in Frankreich kehrte er 1552 nicht mehr nach Genf zurück, lebte zunächst als maître musicien in Lyon und zog 1560 nach Paris, wo seine Tochter römisch-katholisch getauft wurde.
1550 erschien in Genf seine Schrift „Le Droict Chemin de Musique“ (Faksimile-Nachdruck Bärenreiter, Kassel 1954).
Im Evangelischen Gesangbuch stammen die Melodien der Lieder 271 (Bearbeitung), 294 (Bearbeitung), 300 und 524 sowie mehrerer Lieder in Regionalteilen von Bourgeois.
Das Gesangbuch der Evangelisch-reformierten Kirchen der deutschsprachigen Schweiz ist reich an Liedern mit Melodien von Loys Bourgeois. Sie kamen über den Genfer Psalter in die deutschsprachige protestantische Schweiz. Folgende Lieder haben Melodien von Loys Bourgeois: 1, 7, 10, 15, 19, 20, 22, 33, 41, 46, 48, 55, 67, 68, 72, 75, 78, 82, 89, 92, 104, 179, 204, 235, 244, 354, 429, 452, 476, 517, 558, 596, 629, 638, 723, 777, 794 und 816.